# Kozja Sloboda (stanice metra v Kazani)
Kozja Sloboda (rusky Ко́зья Слобода́, tatarsky Käcä Bistäse, Кәҗә бистәсе) je stanice metra v ruské Kazani. Je to první stanice na pravém břehu řeky Kazanky. Její výstavba započala v únoru 2006 a veřejnosti se otevřela 30. prosince 2010.

## Spory o název stanice
Stanice se měla jmenovat buď rusky Kozja Sloboda, nebo tatarsky Käcä Bistäse, avšak vzhledem k masivním protestům, vedeným zčásti studenty Kazaňské státní energetické univerzity, se vedení města rozhodlo pro čistě popisný název Aq Bars.

Kozja Sloboda neboli Kozí osada byl tradiční název místa předtím, než bylo připojeno ke Kazani.

Avšak po protestech občanů a on-line hlasování byl stanici navrácen název Kozja Sloboda.
Další navrhované názvy, jako například Energouniversitet (Energetická univerzita) nebo Zarecje (Za řekou) se neujaly.